# Galanthus nivalis
Galanthus nivalis L.,  comúnmente llamado galanto o campanilla de invierno,  es una planta herbácea, natural de Europa y Asia occidental perteneciente a la familia Amaryllidaceae.

## Descripción

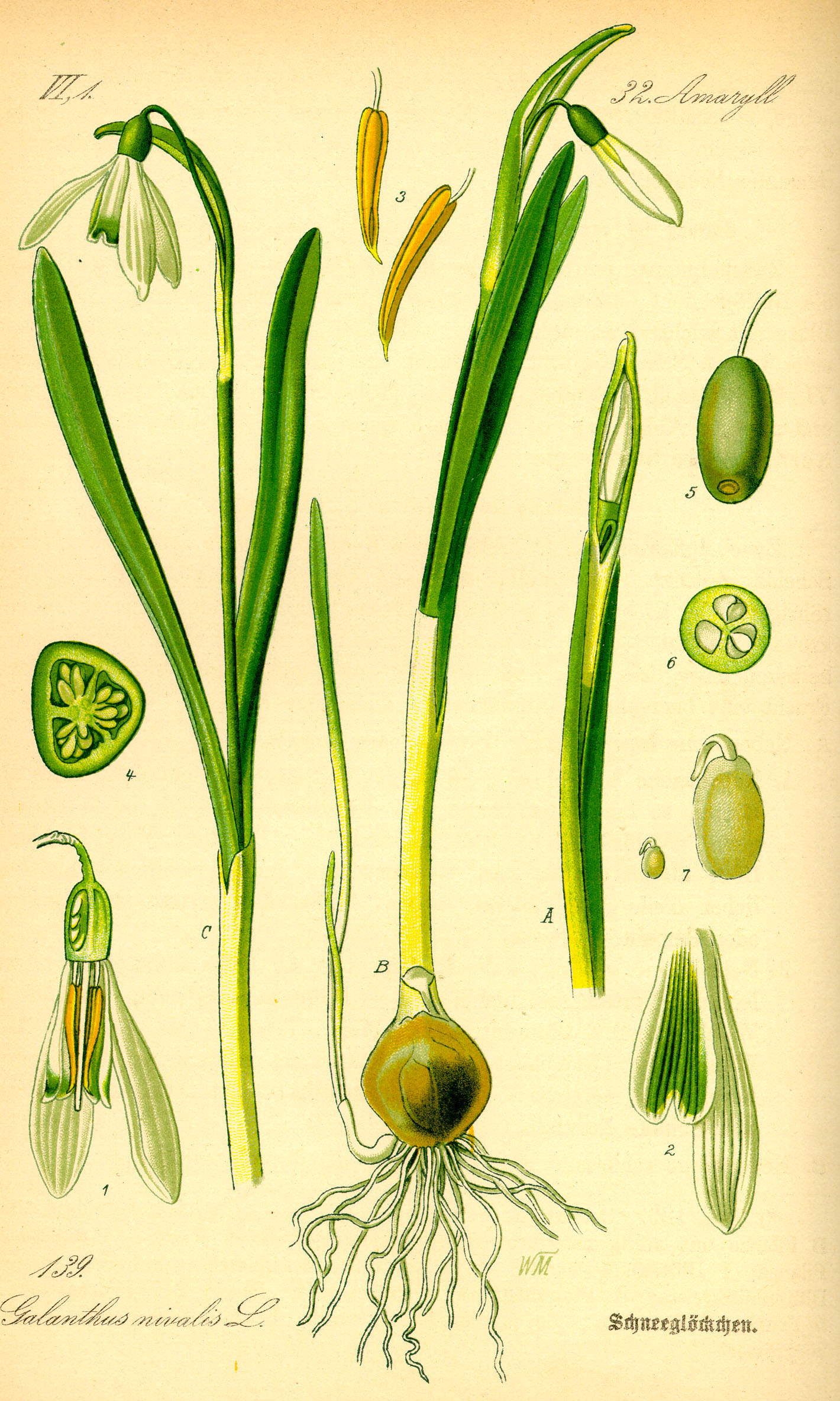
Ilustración de Galanthus nivalis, aspecto general, hojas, bulbo, flor y fruto.

Es una planta perenne, de 10 a 15 cm de altura, provista de un bulbo globoso de 1 a 2,5 cm de diámetro. Presenta 2 hojas, lineares obtusas, de color verde azulado, de 15 a 25 cm de largo por unos 5 mm de ancho. Las flores son blancas, péndulas, de 1,5 a 2,5 cm de largo, solitarias en la extremidad de un escapo áfilo y sólido. Los tépalos externos son oblanceolados, los internos son más cortos y emarginados, angostándose hacia la base, provistos de una mancha verdosa en su parte apical. El fruto es una cápsula dehiscente por tres valvas.
La "Campanilla de invierno" crece en colonias compactas, en sitios a media sombra y florece en invierno, muchas veces entre la nieve, siendo una de las primeras plantas en florecer en Europa (de ahí su nombre).

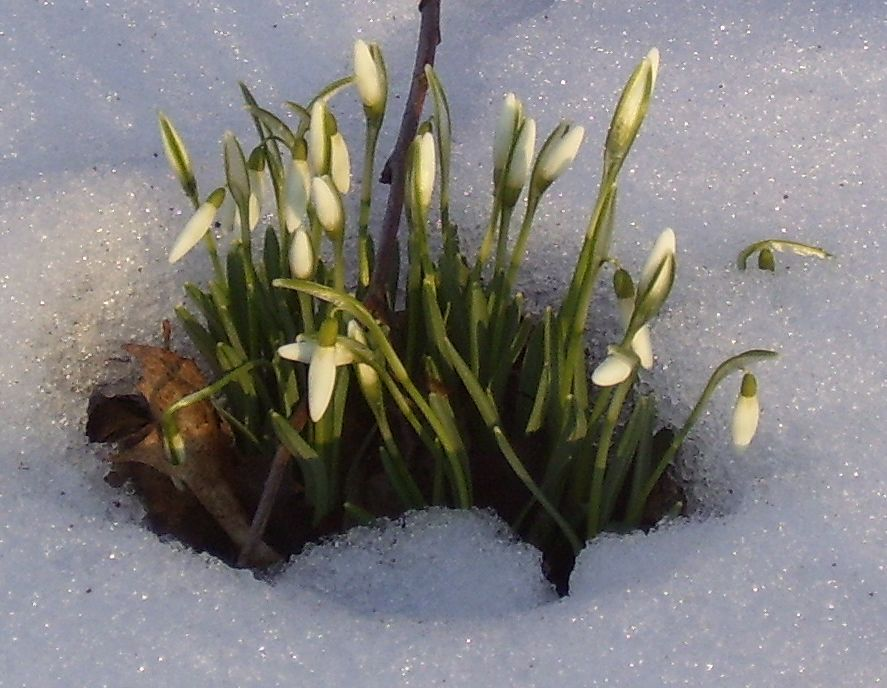
Galanthus nivalis, grupo de plantas en floración, rodeadas de nieve.

## Cultivo
Las "campanillas de invierno" crecen de manera espontánea en bosques húmedos y frescos. También las numerosas variedades de jardín, resistentes y de fácil cultivo, requieren un terreno húmedo pero bien drenado y ubicación en semisombra.
Los bulbos se plantan en otoño, a 5-10 cm de profundidad y a 10-15 cm de distancia entre sí. Los bulbos no soportan bien el almacenamiento fuera de la tierra, por lo que hay que trasplantarlos inmediatamente luego de comprados.
Se multiplican por separación de los bulbillos luego de la floración, replantándolos inmediatamente de modo que las raíces no lleguen a secarse. Se naturaliza fácilmente.

## Propiedades
- En Europa oriental se hacía una decocción de los bulbos por sus propiedades eméticas. Utilizado también contra las secuelas de la poliomielitis.

## Taxonomía
Galanthus nivalis fue descrita por  Carlos Linneo y publicado en Species Plantarum 1: 288. 1753.
Etimología
Galanthus; nombre genérico que deriva de las palabras griegas: gala = "leche" y anthos = "flor", que se refiere al color blanco de sus flores.
nivalis: epíteto latino que significa "de la nieve".
Variedades y formas botánicas
- Galanthus nivalis var. atkinsii Mallett
- Galanthus nivalis var. carpaticus S.S.Fodor
- Galanthus nivalis var. hololeuca Celak.
- Galanthus nivalis var. majus Ten.
- Galanthus nivalis var. minus Ten.
- Galanthus nivalis forma pictus K.Malý
- Galanthus nivalis forma pleniflorus P.D.Sell
- Galanthus nivalis var. scharlockii Casp.

Sinonimias
Los siguientes nombres se consideran sinónimos de G. nivalis:
- Chianthemum nivale (L.) Kuntze
- Galanthus alexandri Porcius
- Galanthus imperati Bertol.
- Galanthus melvillei Voss
- Galanthus montanus Schur
- Galanthus scharlokii (Casp.) Baker
- Galanthus umbricus Dammann

Cultivares
Existen numerosas selecciones de poblaciones naturales, como así también cultivares obtenidos por cruzamientos y selección. Entre ellos:

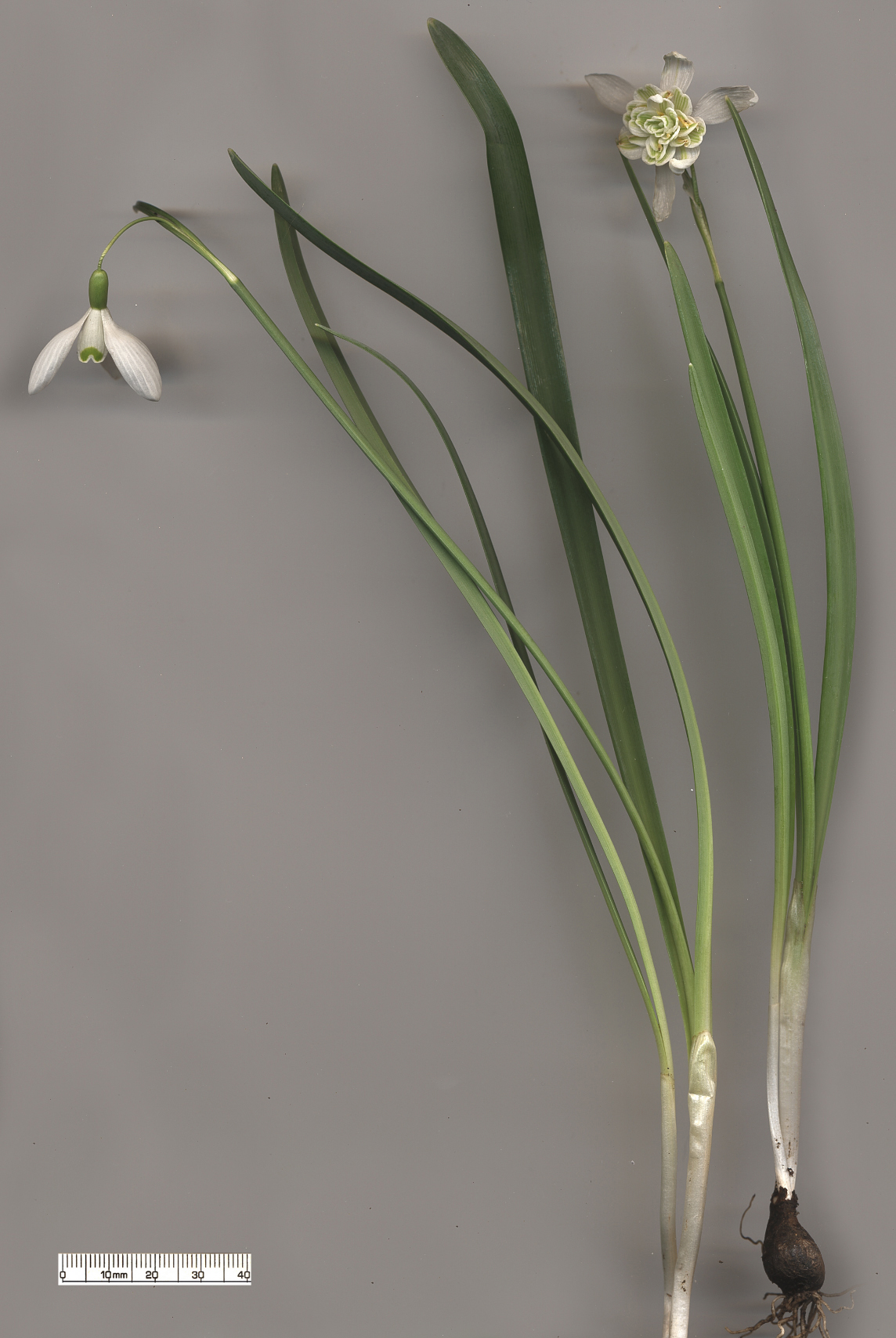
Galanthus nivalis, variedad común a la izquierda y una planta con flores dobles a la derecha.

- Galanthus nivalis "Flore Pleno" y "Ophelia", de flores dobles.
- Galanthus nivalis "Viridapicis", Con manchas verdes también en los tépalos exteriores.
- Galanthus nivalis "Sandersii", con manchas amarillas en los tépalos interiores.

## Nombre común
- Castellano: campanilla blanca de invierno, campanilla de invierno, campanilla de las nieves, perforanieves.[9]

## Enlaces externos

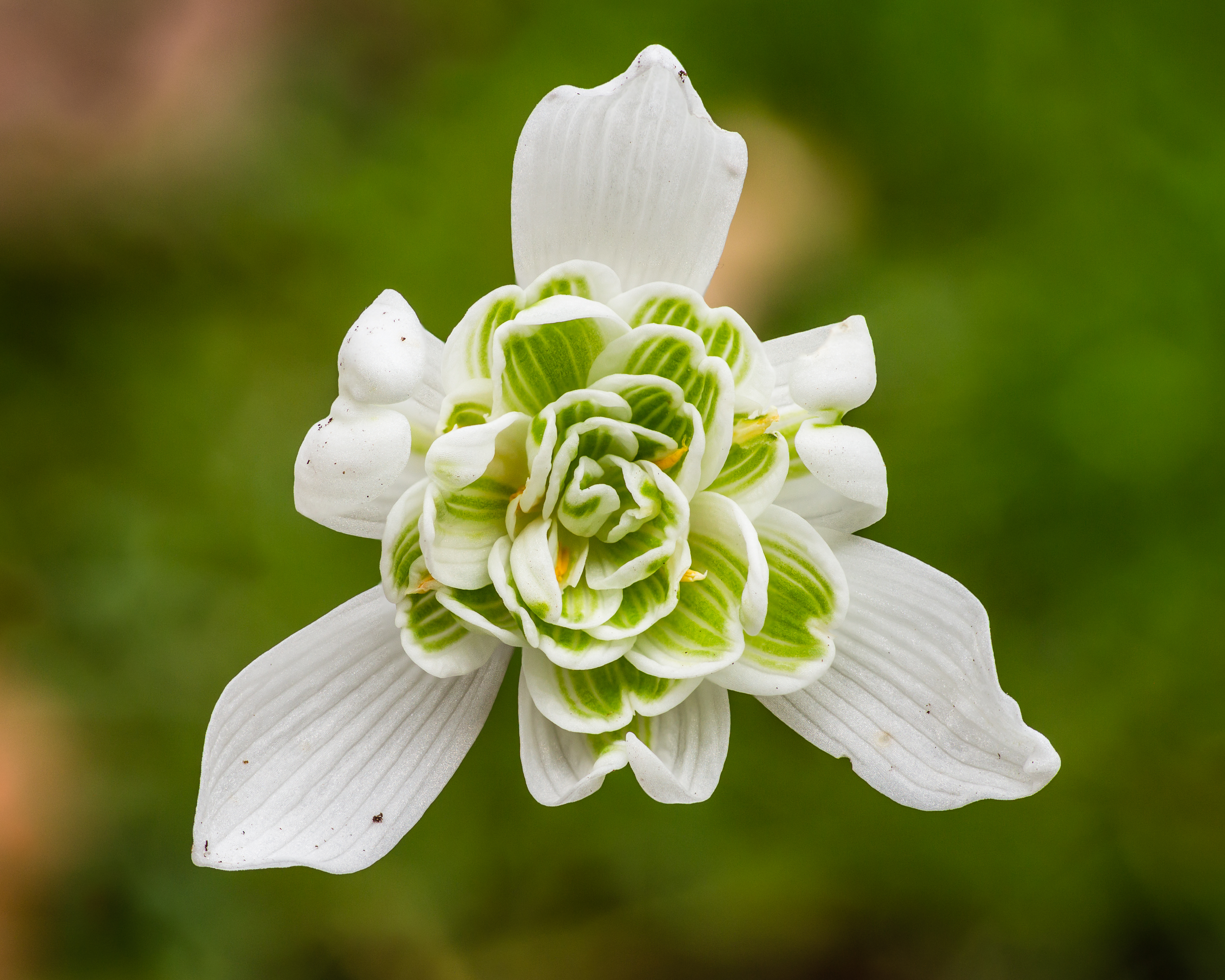
Campanilla de invierno de doble flor.